# پولنتزا
پولنتزا (به ایتالیایی: Pollenza) یک کومونه در ایتالیا است که در استان ماچه‌راتا واقع شده‌است. پولنتزا ۳۹٫۵ کیلومتر مربع مساحت و ۶٬۰۸۶ نفر جمعیت دارد.